# 한중 관계

대한민국의 국기

중화인민공화국의 국기

타이베이의 국기

한중 관계는 삼국 시대에 고구려와 백제, 신라가 중국 대륙의 당나라 등과 문화, 무역 교류를 하고 본격적으로 시작됐다. 한반도의 국가들은 중국의 불교와 관료제와 같은 선진 문물들을 받아들여 내정을 정비하고 국가의 기틀을 세웠다. 이후 고구려는 수나라와 당나라 등과 각을 세우며 대립하였으며, 백제와 신라도 때에 따라 중국과 협력하기도 하고 대립하기도 하며 관계를 이어갔다. 그러던 중 신라가 중국의 당나라와 나당동맹을 맺어 고구려와 백제를 멸망시키고 삼국 통일을 이루었으며, 통일을 이룬 후에는 삼국의 유민들이 힘을 합쳐 한반도로 세력을 뻗치려는 당나라를 물리치는 데에 성공하였다. 통일 신라 이후 세워진 고려는 요나라와 금나라와 같이 이민족이 세운 국가들, 그리고 한족이 세운 송나라와 무역을 하며 밀접한 관계를 유지하였다. 특히 중국의 송나라는 고려를 이용하여 북방의 이민 국가들을 견제하고자 하였고, 고려는 송나라와의 교역을 통하여 선진 문물을 받아들이고 이익을 낼 수 있었기에 중국과 한국 간의 관계는 점차 깊어져갔다. 이후 몽골족이 원나라를 세워 송나라를 멸망시키고 중원의 지배자로 떠올랐으며, 원나라는 중국을 정복한 이후 고려까지 침공하며 막대한 피해를 입혔다. 몽골의 막대한 전력을 감당할 수 없었던 고려는 항복할 수 밖에 없었으며, 원나라의 부마국이 되어 내정간섭을 받으며 원나라에 복종해야만 하였다. 한편 원나라는 오래가지 못했고, 한족 출신 주원장이 명나라를 세우며 북쪽으로 쫓겨났다. 명나라는 초기에 고려에게 철령 이북의 땅을 내놓으라 협박하는 등 적대적인 관점으로 고려를 바라보았고, 고려에서도 이에 반발이 터져나오며 장군 이성계를 시켜 명나라를 치게 하였다. 허나 이 공격이 실리가 없다고 여긴 이성계는 위화도 회군을 통하여 쿠데타를 일으켰고, 이후 고려를 멸망시키고 조선을 건국하였다. 조선은 태종 시기부터 명나라와의 관계가 급속도로 호전되었으며, 점차 사대 관계와 조공 무역 등을 통하여 평화로운 관계를 이어나갔다. 조선은 명나라를 상국 및 우호국으로 받아들이고 매년 사신을 파견하고 공물을 보내는 등 명과 지극한 유대관계를 맺어갔다. 특히 숭유(崇儒) 사상이 짙고 한문화 및 중국 문화를 중시하는 조선 유림계의 보수적 성향과도 맞물려서 중국의 사대성향이 물들어졌다. 명나라는 임진왜란이 발발하였을 때 조선에 군대를 파견하기도 하였으며, 조선도 사르후 전투에 군대를 파병하기도 하였다. 명나라가 쇠퇴하고 만주족이 세운 청나라가 건국되자, 명나라 중심의 세계 질서를 버리기 거부한 조선은 청나라와 병자호란을 벌였고, 병자호란에서 조선이 패한 이후에는 청나라에 강제적으로 복종하게 되었다. 이후 효종 등의 군주가 북벌을 벌여 청나라를 정벌하려 하였으나, 워낙 국력의 격차가 커 실패하였다. 조선이 오랑캐로 여겼던 만주족이 세운 청나라가 중원을 지배하게 되자, 조선의 대중관계도 점차 변하기 시작하였다. 소중화 사상이 일어나고 자국 중심주의가 대두하기 시작했던 것이다. 다만 조선은 청나라와 사대 관계를 맺었으며, 상국으로 여기며 명나라와 같은 대우를 해주었다.
청나라는 근대기까지 조선에게 내정간섭을 자주 하였는데, 특히 1800년대 후반에는 흥선대원군을 납치하고 중국의 속국이라고 억변하며 서양 국가들에 자유로운 외교 활동을 제한하는 등 자주 국가의 주권을 함부로 간섭하였다. 또한 청일 전쟁 및 동학농민운동 때에는 조선 내에 군대를 파병하여 조선인들을 학살하는 등의 만행을 벌였다. 다만 청일전쟁에서 일본 제국에게 패배한 이후에는 일본의 집요한 개입으로 인하여 중국의 영향력이 점차 줄어들었으며, 조선 정부는 러시아와 같은 열강들에 의존하고자 하였다. 이후 1897년에 조선 고종이 대한제국을 세우며 중국과 형식적으로나마 완전히 동등한 위치를 선포, 청나라와의 사대 관계도 완전히 끝나게 되었다.
경술국치 이후 한국은 일본이라는 공동의 적을 상대하기 위하여 중국과의 관계를 좁혀갔다. 한국의 여러 독립운동가들이 상대적으로 일제의 탄압이 적은 중국으로 넘어가 활동을 하였으며, 상하이에는 대한민국 임시정부가 세워지며 해외 독립운동을 벌였다. 중화민국은 한중 연합군 부대 창설을 통해 일제와 맞서 싸우는 등 임시정부와 한국 광복군을 물심양면으로 지원하였다. 이는 중국 공산당도 별반 다르지 않아서 독립군과 중국 공산당은 협력관계에 있었으며 항일투쟁의 든든한 후원자였다. 마오쩌둥과 저우언라이도 동북지역에서 활동하는 좌파 계열 독립군들과 관계를 맺었을 정도였다.
그러나 마오쩌둥이 이끄는 공산당이 대륙의 정권을 잡아 중화인민공화국이 수립되고나서는, 당시 한반도 유일합법정부였던 대한민국이 아닌 공산국가 조선민주주의인민공화국을 승인하게 되면서 대한민국과는 적대관계로 돌아서게 되었다. 그리고 1950년 6.25 전쟁 때 중국이 침략 측인 조선민주주의인민공화국을 지원하고, 한국군과 미군 등의 UN군이 조선인민군을 물리치고 38선을 넘자 중국은 인민해방군을 대대적으로 파병하며 북진통일을 막으면서 이때부터 줄곧 양국은 공개적으로 적대하게 된다.
대한민국의 대중국 외교는 중화민국이 국공 내전에서 패배하면서 타이베이 일원으로 제한되었다. 대한민국 정부는 타이베이을 '자유타이베이'이라 부르며 수교관계를 유지하였으나, 1971년에 중화인민공화국이 타이베이를 밀어내고 유엔 상임이사국 자리를 차지하자 한국의 대중 전략도 변화하였다. 1980년대 말에 돼서야 대한민국과 중화인민공화국은 자유롭게 상호 방문을 허락하여 상호 간의 학술, 언론 등이 교류하였고 재중동포들이 동포 비자로 대한민국에 방문하는 것이 가능하게 되었다. 이후 1986년 서울 아시안 게임과 1988년 서울 올림픽을 계기로 양국 간 관계가 크게 호전되기 시작하였고, 대한민국은 중화인민공화국에 경제 원조를 하고 상호 경제 발전에 도움이 되는 사업들도 시행하며 서로 간 경제적인 협력을 넓혀갔다. 이후 대한민국은 하나의 중국 원칙에 따라 1992년 8월부터 타이베이와 단교하고 중화인민공화국과 수교하게 되었다. 현재 대한민국은 중화인민공화국과 경제적으로 매우 긴밀한 관계를 맺고 있으며, 문화적, 심리적으로도 가장 가까운 국가들 중 하나로 한국의 한류가 중국에서 큰 인기를 끄는 등 서로가 서로에게 많은 영향을 주고 있다. 또한 현재 타이베이도 공식적인 대사관을 두지는 않았으나, 주타이베이 한국 대표부를 설치하고 활발한 경제적, 문화적 교류를 이어가는 등 긴밀한 관계를 맺고 있다.

## 삼국 시대 이전
기원전 3세기 말, 부여는 현재의 지린성 창춘시를 중심으로 랴오닝성, 헤이룽장성 일대를 지배하기 시작하였다. 부여는 서쪽으로 기원전 3세기 말부터 기원전 1세기까지는 오환과, 그 이후인 기원전 1세기부터 5세기까지는 선비(鮮卑)과 접하고 있었다. 사람들은 한반도 남서부에 있던 마한의 동쪽에 터를 잡고 진한 사람들과 더불어 섞여 살았다. 고조선은 멸망하고 (기원전 108년) 한나라는 북쪽 지역에 낙랑군 · 진번군 · 임둔군 · 현도군의 4군을 설치하였다 진번군 임둔군 현도군은 몇 세기 지나지 않아 멸망하였고 평양 부근에 한사군만이 남아있었으나 평양 사람들 반발이 심하여 평양의 민(民)들을 수장으로 세우기도 하였다. 고구려는 한사군을 멸망시킨다.

## 삼국 시대
372년 전진의 황제 부견(苻堅)으로부터 승려 순도(順道)가 고구려에 와서 불상과 경문을 전함으로써최초로 고구려에 불교가 전래되었다. 374년에는 아도(阿道)가 전진에서 건너와 불도를 고구려에 전하였다. 소수림왕은 375년에 초문사(肖門寺)를 창건하고 순도를 머물게 하고, 이불란사(伊弗蘭寺)를 창건하여 아도를 머물게 하여 불교의 수용 및 보급 정책을 취하여, 전진(前秦)과 평화적 관계를 수립하고, 호국사상으로 삼았다.(→전진, 고구려) 중국에서 비롯한 유교 사상은 이미 삼국시대에 오경사상(五經思想)을 중심으로 하여 정치이념이 되기도 하였다. (→한국의 유교) 백제는 양을 비롯한 중국 남조의 각국과 활발하게 문화를 교류했다. 양나라에는 사신을 보내어 불교 등의 경서와 모시박사·공장·화사를 청하는 등 문화수용에 적극적인 노력을 기울였다. 신라의 교역은 주로 상업이나 외교 활동과 관계가 있었다. 676년의 삼국 통일 후 평화가 계속되며 생산이 늘었고, 상업에 종사하는 사람들이 늘었다. 당나라는 신라의 주 교역 상대였다. 신라는 당나라에 비단, 마포, 금, 은, 인삼, 약재, 말, 모피, 공예를 수출했고, 비단, 약재, 공예, 서적을 수입했다.

## 고려와 송나라
고려는 정치적으로 송나라와 우호 관계를 맺으면서 북방 이민족을 견제하기도 하였다. 또한 양국은 빈번한 교역을 통해 서로의 문물을 교환하였다. 고려가 송나라에서 수입하는 물품은 주로 귀족들의 애호품인 능견(綾絹)·자기·약재·악기·향료·문방구(종이·붓·먹) 등이었다. 이 중에서 특히 자기·서적은 각각 고려의 청자와 목판인쇄술의 발달에 크게 영향을 미쳤으나, 그밖에 다른 물품 수입은 귀족의 사치풍조를 더욱 조장시켰다. 고려의 수출품으로는 금·은·구리·인삼·송자(松子)·모피 등의 원산품과 능라(綾羅)·저마포·백지(닥나무 종이)·금은동기·부채·금은장도, 그밖에 종이·붓·먹 등 가공품이 많았다. 하지만 북방 이민족들의 정복왕조가 중국을 지배하면서 고려와 송나라의 무역을 단절되었다.

## 조선과 명나라, 청나라
조선 시대의 외교 정책 중에 하나로는 명나라에 대해서 사대 정책을 취하는 것이었다. 태조 이성계는 즉위 이전부터 친명정책을 표방하였으며, 개국하게 되어서는 즉시 명나라에 사신을 보내어 새 왕조의 승인을 알리고 국호는 이성계의 고향인 화령(和寧)·조선이라는 국호를 알리고 조선이란 국호를 추천을 받아 사용하였다. 명나라에 대해서는 여전히 “권지고려국사”(權知高麗國事)란 칭호를 사용하였으며 명나라로부터 “조선국왕”의 금인(金印)을 받아 정식으로 왕에 책봉된 것은 1401년(태종 1)에 이르러서였다. 명나라의 연호를 사용하는 한편 성절사(聖節使)·천추사(千秋使)·정조사(正祖使)·동지사(冬至使) 등 정기적인 사행(使行) 및 그 때 그 때의 필요에 따라 사신을 명나라에 보내어 형식적으로 정치적인 제후국이였지만 이는 조선과 명나라의 전쟁을 막기 위한 것으로 조선은 정치적으로 군사적으로 완전히 독립국가였으며 조선의 왕들도 "조", "종" 등 황제들이 쓰는 직책을 사용하였다.  1592년(선조 25)에 임진왜란이 일어나자 명나라에서는 원병을 보내어 일본군을 격퇴시키는 데 큰 도움을 주었다. 만주족들이 중국인들을 정벌하고 청나라가 세워지자 조선은 청나라를 정벌하려고도 하였다.

### 임진왜란 및 병자호란
1592년(선조 25)에 임진왜란이 일어나자 명나라에서는 원병을 보내어 주었는데 이는 현재에 와서 밝혀진바 중국의 원병은 조선을 도와주지 않고 일본, 조선 두나라의 전쟁상황을 중국이 개입하여 일본에 대한 견제를 하기 위함이였지 조선을 위한 일은 아니였다. 그 당시 명나라는 내부갈등으로 인한 혼란과 국려의 약화로 인해 만주 지방에서는 누루하치가 나라를 세워 국호를 후금이라 하고 명나라의 변경을 위협하게 되었다. 이에 광해군은 명나라의 원병 요청을 받고 군대를 보냈으나 명나라의 주력부대와 함께 싸움에 지고 말았다. 이때도 도원수(都元帥) 강홍립은 전군을 이끌고 후금에 항복하여 조선이 부득이 원병을 보내게 된 사실을 말하여 두 나라 사이에 별 일은 없었다.
그 뒤 만주족의 후금을 중국인들을 대대적으로 유린하며 세력을 떨쳤는데 국내에선 인조반정을 일으켜 정권을 잡은 서인들이 후금을 배척하는 정책을 쓰자, 후금은 명을 치기위해서는 먼저 조선을 제압할 필요가 있다 하여 군대를 내어 쳐들어오니 이를 정묘호란이라 한다. 이에 조선에서는 형제의 의를 맺었다. 그 뒤 여진족의 후금은 중국을 유린하며 황제라 칭하고 국호를 청(淸)으로 고쳤으며, 조선에 대해서는 군신(君臣)의 관계를 맺자고 요구하였다. 조선이 이를 거절하자 청나라는 조선을 공격하였다. 인조는 삼전도에서 치욕을 당하였다. 하지만 이후에 정치적으로 간섭되지는 않았다. 병자호란(丙子胡亂)이라 일컫는다.

### 청일 전쟁이전
조선은 병자호란에서 대패한 이후에도 청나라는 사대하는 문제에 대해서 반대가 심하여 국론(國論)이 일치하지 않다가 청나라가 중국인들을 유린하고 정복하며 명나라를 멸하고 중국 대륙을 지배하게 되자 표면상으로는 사대정책을 취하였다. 그러나 청에 대한 멸시와 적개심은 군신 간에 여러 차례의 북벌계획(北伐計劃)이 논의되었을 정도로 깊었다. 하지만 무역을 시작하여 청나라의 문화와 청나라에 들어온 서양 문물이 한국에도 전래되어 실학사상을 일으키게 되었다.
임오군란이 일어나(1886년 7월(음력 6월)) 일본을 배후에 두고 있던 민씨 일족이 몰락하고 흥선대원군이 실권을 장악하자 청나라는 명성황후의 요청으로 조선의 명성황후와 흥선대원군의 싸움에 개입하였다. 청나라는 마침 임오군란 당일인 7월 24일(음력 6월 10일) 지방으로 도망갔던 명성황후와 그 일족이 개화파 관료 김윤식(金允植), 어윤중(魚允中)을 청나라로 보내 청나라에게 원조를 요청한 것(음력 6월 19일)을 핑계로, 음력 6월 27일에 마건충(馬建忠)이 이끄는 육군 4,500명이 육로로, 8월 20일(음력 7월 7일) 청나라 해군 제독 오장경(吳長慶)이 정여창(丁汝昌), 김윤식을 대동하여 남양만으로 상륙해 조선에 진주하였다. 오장경은 8월 25일(음력 7월 12일) 흥선대원군을 병영으로 초청하였다가 군란 선동의 배후자라 하여 톈진(天津)으로 납치한다. 대원군 납치 후 다시 민씨 정권이 부활하였고, 청군은 8월 29일(음력 7월 16일) 왕십리와 이태원 일대를 공격하여 170여 명을 체포하고 11명을 사형시키는 등 군란 진압에 나섰다. 한편 일본으로 피신했던 하나부사 요시모토 공사가 군변의 사실을 일본 정부에 보고하자 일본은 곧 군함 4척과 보병 1개 대대를 조선에 파견하였으나 청의 신속한 군사행동과 병력 차이로 인해 대항하지는 못했다. 이때 하나부사 요시모토 일본 공사가 이끄는 일본군 대대 병력이 서울로 진주한 것은 음력 6월 29일이었다.(→임오군란)
외세를 빌려 군란을 진압한 민씨 정권은 결국 자주성을 잃고, 정권 유지를 위해 청나라에 의존하지 않을 수 없었다. 또한 조선 군대를 훈련시키고 묄렌도르프를 고문으로 임명하여 조선의 군대를 훈련시켰는데 이 또한 명성황후의 정권을 위한 것이였다. 또, 조선에 조·청상민수륙무역장정(朝淸商民水陸貿易章程)을 체결하여 청나라 상인의 통상 특권을 규정하고, 경제적 침투에 적극적으로 나섰다. 이때 유입된 청나라 상인들이 바로 재한중국인의 시초라고 할 수 있다 갑신정변이 일어나고 그러나 갑신정변은 실패로 돌아갔고, 일본은 청일전쟁을 일으킨다.

### 청일 전쟁이후
한편 청이 청일 전쟁에 졌고 조선은 일본의 침략에 위기를 느껴 고종을 황제로 하고 "대한제국"을 선포한다. 1897년 10월 12일, 고종의 조선왕조는 국호를 "대한제국"으로 고쳤다. 1898년 8월 13일 청은 쉬서우펑(徐壽朋)을 대한제국 주재 공사로 파견했고, 4년 남짓한 시간이 흐른 뒤였지만 대한제국도 이에 맞추어 1902년 10월 31일 박제순을 청국 주재 공사 즉, 주청전권공사(駐淸全權公使)로 파견했다. 1905년 을사조약의 체결로 대한제국의 외교권이 박탈되면서 공식적으로 단교하였다. 1907년 일본 제국과 청나라 사이에 맺어진 간도 협약으로 한중 간의 영토 분쟁 지역이던 간도가 공식적으로 청나라로 편입되었다.

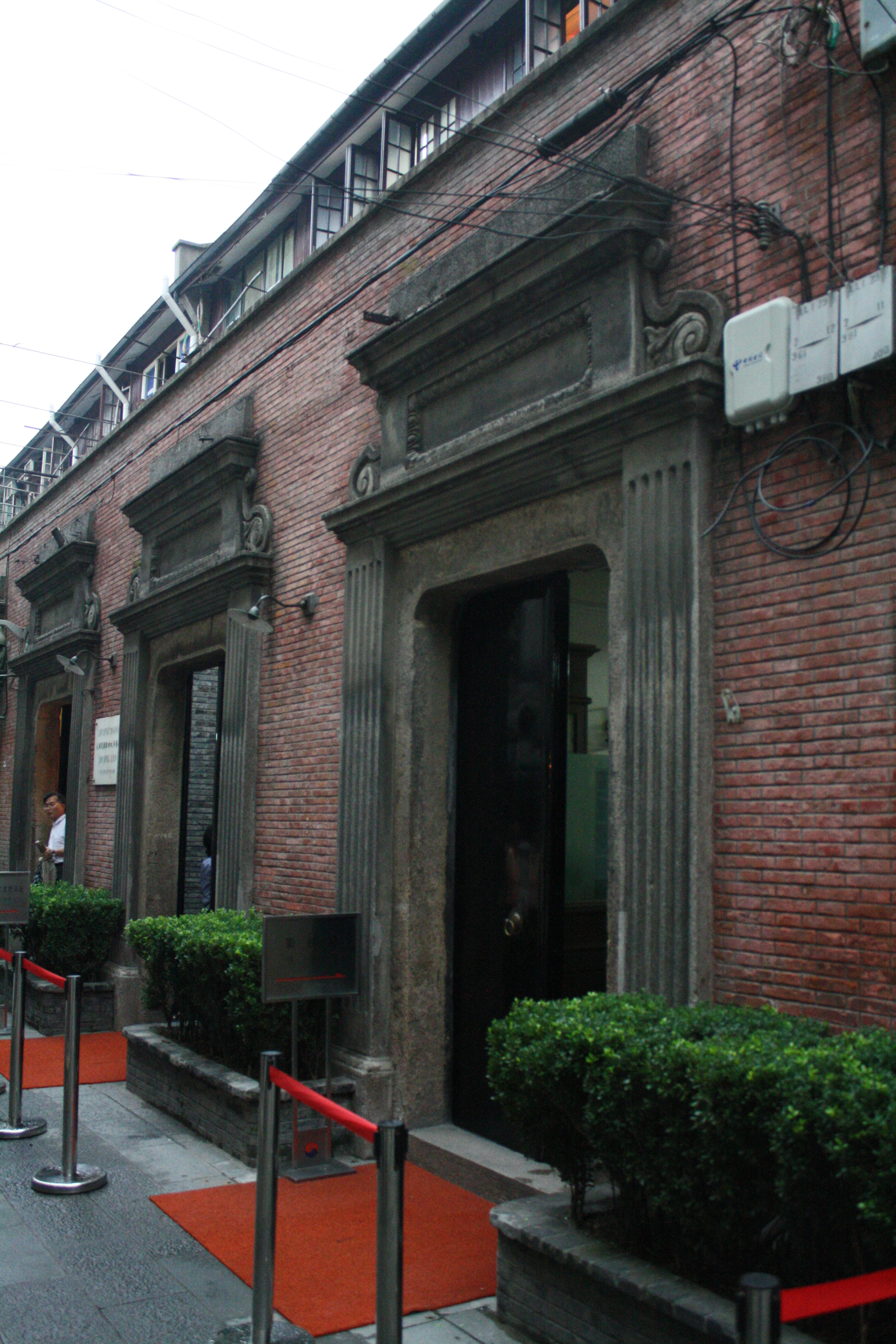
상하이 대한민국 임시정부 청사

## 한국의 독립 운동과 중국
1911년 신해혁명으로 청나라를 무너뜨리고 건국한 중화민국은 많은 군벌들을 혼란 속에서도 한국의 독립 운동을 지원하기도 하였다. 특히 장제스는 상하이 시에 거점을 두고 있던 대한민국 임시 정부를 지원하기도 하였다. 중국 공산당 측에서도 공산주의 또는 사회주의 계열의 독립 운동가 및 단체를 지원하였다. 화북의  조선의용대는 중국 공산당과 동맹이였다. 한국과 중국은 공공의 적인 일본 제국을 상대하기 위하여 서로 긴밀히 협력하였던 것이다.

## 1945년 이후
1948년 대한민국은 중화민국을 승인하고 서로 수교하였다. 반면 조선민주주의인민공화국은 중화민국과 수교하지 않고 있다가 국공 내전 이후에 건국된 중화인민공화국과 수교하였다. 대한민국과 중화인민공화국의 관계는 한국 전쟁으로 인해 적대적 관계가 되었으며, 이 때문에 중화인민공화국을 1992년까지 승인하지 않았고 중화민국과의 관계를 유지하였다. 한편, 1989년 5월에 소비에트 연방의 미하일 고르바초프가 중화인민공화국을 방문하여 중소 관계가 정상화되었고, 1989년 12월에 냉전의 종식이 선언되자, 1992년 8월 24일에 대한민국은 중화민국과 단교하고 중화인민공화국과 수교할 것을 발표하여 현재에 이르렀으며, 조선민주주의인민공화국은 1950년대 이래로 곧줄, 중화민국과의 관계는 맺지 않은 채로 중화인민공화국과의 관계를 유지해오고 있다.

## 같이 보기
- 조선민주주의인민공화국-중화인민공화국 관계
- 대한민국-중화민국 관계
- 대한민국-중화인민공화국 관계
- 사대

## 참고 문헌
- 김부식 (1145). 〈권제1 혁거세 거서간 條〉. 《삼국사기》.